# Robert Ameerali
Robert Leo Antonius Ameerali (Paramaribo, 16 agosto 1961) è un politico surinamese.

## Carriera politica
Membro del Partito per la Liberazione e lo Sviluppo dell'ex capo del Jungle Commando Ronnie Brunswijk, è stato vicepresidente del Suriname dal 12 agosto 2010 al 12 agosto 2015.